# Ally Wollaston
Ally Wollaston   (Auckland, 4 de gener de 2001) és una ciclista neozelandesa, que competeix en les modalitats de carretera i pista. Actualment milita a l'equip FDJ-Suez.
Va ser doble medallista als Jocs Olímpics de París de 2024.

## Joventut
Wollaston va néixer el 4 de gener de 2001 a Auckland, Nova Zelanda.
És la petita de tres germanes; la seva germana Nina ha guanyat una medalla en una Copa del Món de paraciclisme en carretera el 2019.
Va créixer a Auckland però més tard es va traslladar al Waikato. Va començar a anar en bicicleta a través de la seva família mentre ajudaven amb l'equip de ciclisme del St Peter's School. Wollaston es va educar a St Peter's School, i a partir de 2024 va ser una estudiant de dret a temps parcial a la Universitat de Waikato.

## Carrera professional
Wollaston va formar part de l'equip de Nova Zelanda que va guanyar la cursa de persecució per equips a Hong Kong com a part de la Copa del Món de ciclisme en pista UCI 2019-2020. També va guanyar l'or en la persecució individual als Campionats del Món de Ciclisme en Pista Júnior UCI 2019.
Wollaston va començar a córrer professionalment a la carretera per AG Insurance - Soudal Team l'agost de 2021. Al gener de 2022, Wollaston va guanyar els campionats nacionals de criterium. Després es va unir al seu equip a Europa i va aconseguir la seva primera victòria per a l'equip al Gran Premi de Plumelec-Morbihan femení el 14 de maig de 2022.
Wollaston va ser seleccionat per representar Nova Zelanda als Jocs de la Commonwealth de 2022. No obstant això, es va estavellar i es va ferir el canell durant la segona etapa del Tour de France Femmes 2022, i no va poder competir als Jocs de la Commonwealth.
Wollaston va començar la temporada 2024 en bona forma i va guanyar una etapa al Tour Down Under al febrer. Va desenvolupar problemes de genoll, però, que van requerir cirurgia a finals de març. Després d'haver-se perdut els Jocs de la Commonwealth de 2022, això va provocar pors de perdre's també els Jocs Olímpics d'estiu de 2024 a París, però la recuperació va anar bé. Al juny va guanyar dues etapes de la Volta a Catalunya.
Als Jocs Olímpics de París, Wollaston va guanyar la plata en la persecució per equips (al costat de Nicole Shields, Bryony Botha i Emily Shearman) i una medalla de bronze a l'Òmnium Femení.

## Palmarès en ruta
Font:
- 2017
  -  Campiona de Nova Zelanda en contrarellotge cadet
- 2018
  -  Campiona de Nova Zelanda en ruta júnior
- 2019
  -  Campionat de Nova Zelanda de ciclisme en critèrium
  -  Campiona de Nova Zelanda en ruta júnior

- 2022
  - 1a al Gran Premi de Plumelec-Morbihan
  - Vencedora d'una etapa a la Volta a Bèlgica

- 2023
  -  Campiona de Nova Zelanda en ruta
  -  Campiona de Nova Zelanda en contrarellotge sub-23
  - 1a a Schwalbe Classic
  - 1a al Gran Premi Elsy Jacobs i vencedora d'una etapa

- 2024
  - Vencedora d'una etapa al Santos Women's Tour
  - Vencedora de dues etapes a la Volta a Catalunya

- 2025
  - 1a a la Women's Surf Coast Classic
  - 1a a la Cadel Evans Great Ocean Road Race Women
  - 1a a la Clàssica d'Almeria
  - 1a a la Volta a la Bretanya
  - Vencedora d'una etapa al Tour femení internacional dels Pirineus

### Resultats a les Grans Voltes

#### Giro d'Itàlia
- 2023: 46a posició

#### Tour de França
- 2022: no surt 3a etapa
- 2025: 92a posició

#### Volta a Espanya
- 2025: 52a posició

## Palmarès en pista
- 2019
  -  Campiona del món de ciclisme en pista en persecució individual júnior
  -  Campiona de Nova Zelanda en pista en scratch júnior

- 2020
  -  Campiona de Nova Zelanda en pista en persecució per equips
  -  Campiona de Nova Zelanda en pista en americana

- 2021
  -  Campiona de Nova Zelanda en pista en americana
  -  Campiona de Nova Zelanda en omnium
  -  Campiona de Nova Zelanda en cursa d'eliminació

- 2022
  - Campiona d'Oceania de ciclisme en pista en persecució per equips
  - Campiona d'Oceania de ciclisme en pista en scratch
  - Campiona d'Oceania de ciclisme en pista en americana
  - Campiona d'Oceania de ciclisme en pista en omnium
- 2024
  -  Medalla d'argent en persecució per equips als Jocs Olímpics d'estiu de 2024
  -  Medalla de bronze en Òmnium als Jocs Olímpics d'estiu de 2024
  -  Campiona del món de ciclisme en pista en eliminació
  -  Campiona del món de ciclisme en pista en Òmnium
  - Campiona d'Oceania de ciclisme en pista en persecució per equips
  - Campiona d'Oceania de ciclisme en pista en scratch
  - Campiona d'Oceania de ciclisme en pista en Òmnium
  - Campiona d'Oceania de ciclisme en pista en puntuació
  - Campiona d'Oceania de ciclisme en pista en eliminació